# LGBT의 역사

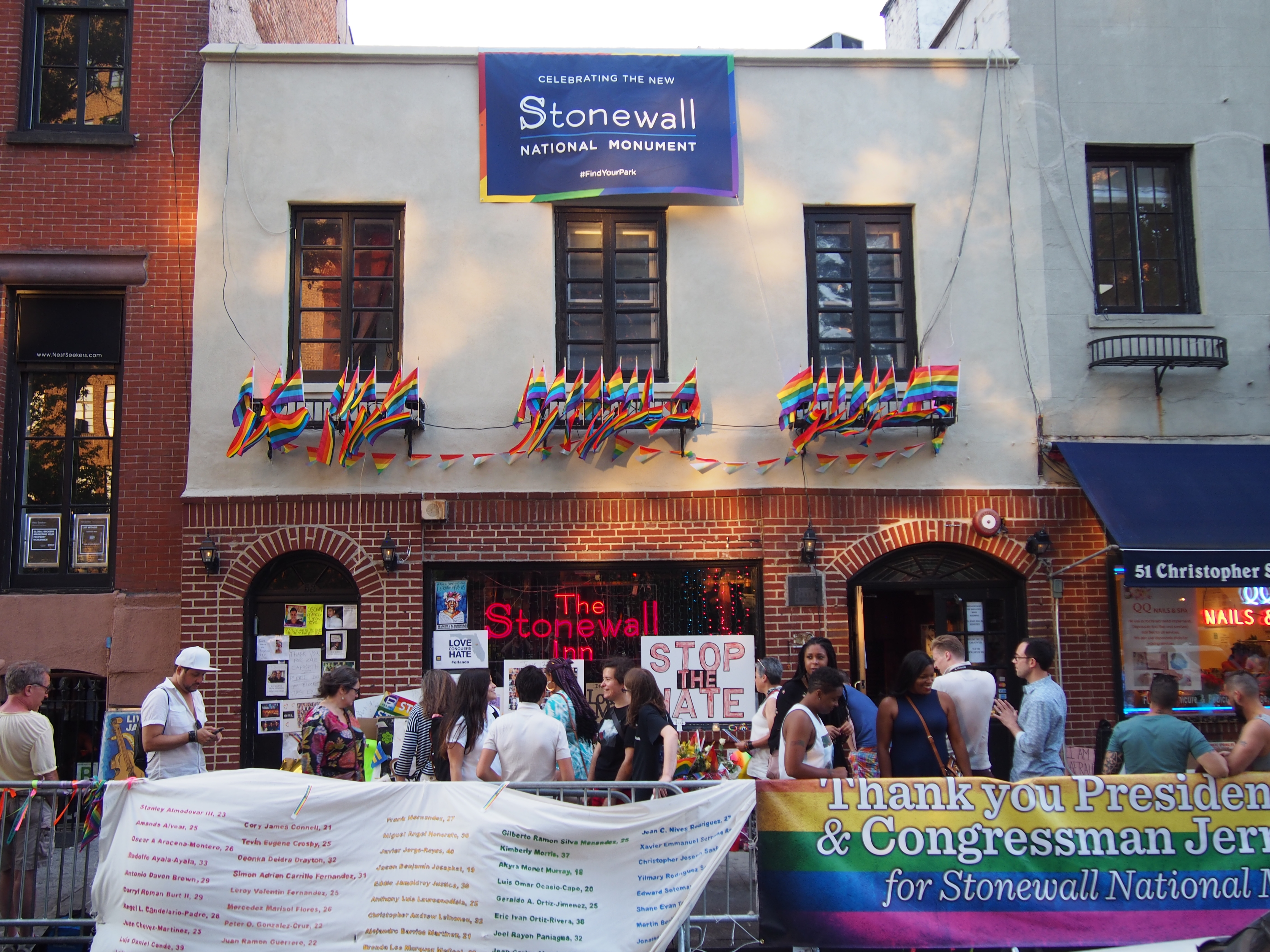
1969년 6월 28일 세계적인 LGBT 인권운동의 산실인 스톤월 폭동이 일어났던 맨해튼 그리니치 빌리지의 게이 마을에 있는 스톤월 여관은 무지개 자랑 깃발로 장식되어 있다.

LGBT 역사는 전 세계의 레즈비언, 게이, 양성애자, 트랜스젠더 ( LGBT ) 민족과 문화의 역사를 포함하여 고대 문명의 동성애와 섹슈얼리티에 대한 최초의 기록 사례로 거슬러 올라간다. 수치심, 억압, 비밀을 초래하는 수세기 동안의 박해 끝에 살아남은 것은 최근 몇 십 년 동안만 추구되어 더욱 주류적인 역사적 이야기 속에 섞여 왔다.
1994년 미국에서 LGBT 역사의 달을 매년 지키기 시작했으며 이후 다른 나라에서도 이 행사가 채택되었다. 이는 국민의 역사, LGBT 권리 및 관련 민권 운동을 강조하고 있다. 미국에서는 10 월 11일에 전국 커밍 아웃 데이가 존재한다. 영국에서는 2005년 2월에 당국이 동성애를 장려하는 것을 금지했던 섹션 28의 폐지에 대한 축하 행사가 열렸었다.

## 고대사
역사적 인물들 중 일부는 그들 자신의 성을 가진 다른 사람들과의 관계(전적으로 또는 이성과의 관계)를 갖는 것으로 기록되었다. 그러나, 거의 모든 고대 문명 내에서 동성애의 예가 기록되어 있다. 제3의 성별 사람들의 존재는 물론 현대 LGBT 문화가 비이성적인 개인을 어떤 것으로 간주할 것인가에 대해 인류 역사를 통틀어 거의 모든 문화에서 기록되어 왔다. 이 개인에 관한 많은 저술들은 또한 간성인들을 언급하지만, 인류학자들에 의한 저술은 항상 명확하지는 않았다; 때때로 그들은 신체적인 간성 조건을 가진 사람들에 대한 설명이다. 그리고 "자웅동체"와 같은 다른 용어들은 앞서 언급한 동성애, 양성애자, 또는 문화의 제3의 성 구성원을 묘사하는 데 잘못 사용되었다.

### 아프리카
인류 학자 스티븐 머레이 (Stephen Murray) 와 윌 로스코 (Will Roscoe)는 레소토의 여성들이motsoalle라는 사회적으로 승인 된 "장기적인 에로틱한 관계"에 종사했다고 보고했다. EE Evans-Pritchard는 또한 콩고 북부의 남성 Azande 전사들이 일상적으로 12세에서 20세 사이의 소년 아내 역할을 맡았으며 집안일을 돕고 연로 한 남편과의 사타구니 성교를 맺었다고 기록했다. 유럽인들이 아프리카 국가들을 장악하고 난 후인 20세기 초에는 그 관습은 사라졌지만, 에반스-프리차드에게 그와 함께 이야기했던 원로들에 의해 다시 소개되었다.

#### 고대 이집트 (Ancient Egypt)

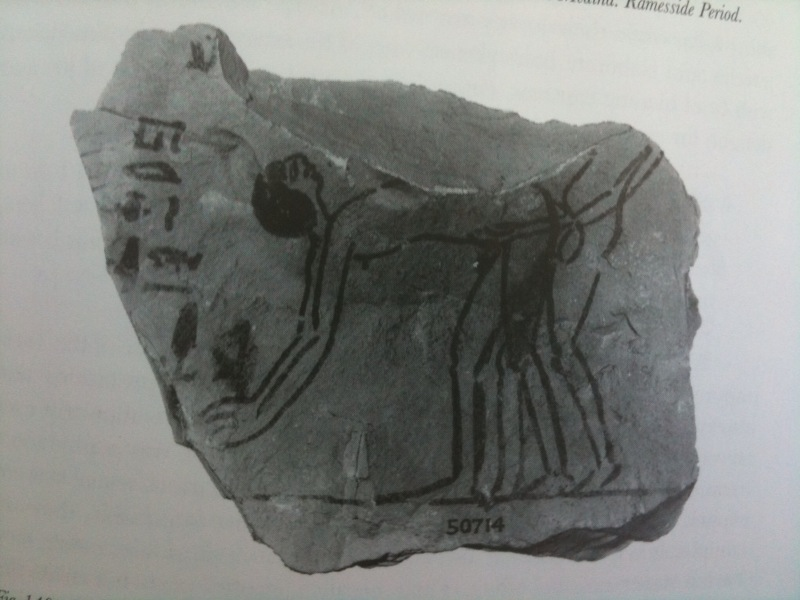
라메사이드 시대 (Ramesside period orstaca)로, 한 소아성애자 커플(소년과 남자)이 함께 성관계를 갖는 것을 묘사한다.

성급하게 그려진 동성애자뿐만 아니라 이성애자의 이미지를 묘사한 람세스 시대의 오스타카가 발견되었다. 원전 2400년경 이집트 파라오 제5왕조 니우세르레 궁전의 매니큐어리스트인 두 명의 크누모텝과 니안크눔은, 그들의 공동 무덤에서 코와 코를 껴안고 있는 모습으로 보아 동성애자였을 것으로 추측된다. 페르카레 왕과 중왕국의 이야기인 사세네 장군은 한 왕의 장군 중 한 명과 은밀한 동성애 관계를 둘러싼 흥미로운 줄거리를 가지고 있다. 실제 파라오 페피 2세가 동성애자였을지도 모른다.

#### 초기 근대 이집트
시와 오아시스는 역사적으로 남성 동성애를 받아들였기 때문에 인류학자와 사회학자들에게 특별한 관심을 끌었다. 이 관습은 아마도 고대부터 미혼 남성들과 사춘기 소년들이 샬리 마을 밖에서 함께 살고 일해야 했기 때문에 생겨났을 것이다. 1900년, 독일의 이집트학자 조지 스타인도르프는 "소년과 결혼하는 잔치는 매우 화려하게 기념되었고, 때로는 남자아이를 위해 지불된 돈이 15파운드에 달하기도 했지만, 여자아이를 위해 지불된 돈은 1파운드가 조금 넘기도 했다"고 보고했다. 고고학자인 바이런 드 프로록 백작은 1937년에 "소돔에서도 열정은 접근될 수 없었다... 동성애는 만연했을 뿐만 아니라 맹렬했다...모든 무용수들은 그의 남자친구를 가졌다... 족장들은 사내아이들로 가득 차 있었다.
월터 클라인은 "모든 평범한 시완인 남자들과 소년들은 남색을 연습한다"고 말했다.원주민들은 이 일을 부끄러워하지 않는다. 그들은 여자에 대한 사랑만큼 노골적으로 이야기한다. 그리고 그들의 싸움의 대부분은 동성애자 경쟁으로 인해 벌어진다.쟁쟁한 남자들이 아들을 서로 빌려준다. 모든 시완 사람들은 그들의 셰이크들과 셰이크들의 아들들 사이에서 일어난 짝짓기를 알고 있다.소돔에서 사용되는 대부분의 소년들은 열두 살에서 열여덟 살 사이이다.' 1940년대 후반, 한 시완 상인은 영국 소설가 로빈 모검에게 시완 남자들은 "소년들을 위해 서로를 죽일 것"이라고 말했다. 여자한테는 절대 안 돼."

### 미주

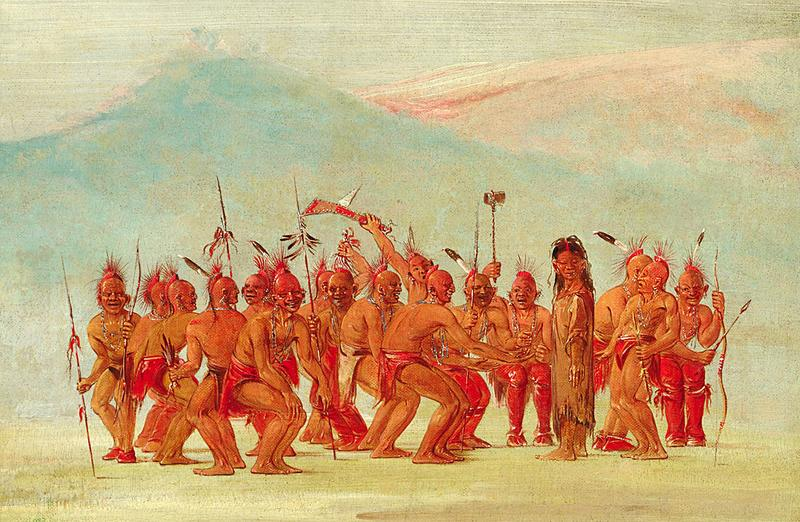
조지 캐틀린의 회화/해석 Sac and Fox Nation 사람들,그는 제목에 춤 베르다슈. 조지 캐틀린(1796-1872); 스미스 소니언 연구소,워싱턴 DC

유럽 식민화 이전 아메리카 원주민들 사이에서 많은 국가들이 동성애자, 양성애자, 성비 순응 자의 역할을 존중했다. 일부 원주민 공동체에서는 이러한 사회적, 영적 역할이 여전히 관찰된다. 이러한 역할을 보존 (또는 채택한)하는 원주민 문화에는 고유한 이름이 있지만, 이러한 개인에게는 일부가 채택한 현대 범인도 용어가 " Two-Spirit "이다. 이러한 역할을 신성한 것으로 간주하는 전통 문화에서 이러한 개인은 어릴 때 인식되고 적절한 방식으로 길러지며 장로들로부터 공동체에서이 사람들이 수행하는 관습, 영적, 사회적 의무를 배운다.  이 용어는 이미 이 새로운 용어에 따라 분류되는 사람들을 위한 그들만의 용어를 가지고 있는 전통적인 공동체들과 그들이 말하는 "서양" 이진 함축적 의미를 거부하는 사람들에 의해 지워진 용어라는 비판을 받았다. 원주민들이 이 개인들이 "남성과 여성 모두"라고 믿는다는 것을 암시하는 것과 같이, 그것은 일반적으로 그것이 대체한 인류학적 용어보다 일반적으로 더 많은 수용과 사용을 받았다.

### 고대 아시리아
중동 아시리아 법규 (BC 1075)는 다음과 같이 명시하고 있다. 남자가 남매와 성관계를 맺으면 그를 내시로 만들어야 한다. 이것은 군대에서 남녀 간 교제 행위를 규탄하는 최초의 알려진 법이다.  이러한 법에도 불구하고, 성 범죄는 아시리아 사회에서 동성애자든 이성애자든 간에 똑같이 처벌되었다.  기원전 3 천년 이후로 거슬러 올라가는 종교 의식의 일부로 실행되는 항문 성교의 자유로운 그림.
더욱이 Reallexicon der Assyriologie의 '동성애'라는 기사에서는 "동성애 자체는 음란함, 부도덕, 사회적 무질서 또는 인간 또는 신성한 법을 위반하는 것으로 비난받는 곳이 없다. 누구나 매춘부를 찾아갈 수 있는 것처럼 폭력과 강요 없이, 그리고 가급적 소극적인 역할을 맡는 것이 전문가들과 함께라면 누구나 자유롭게 연습할 수 있었다. 남성들 사이에 동성애 사랑에 종교적으로 잘못된 것이 없다는 것은 그들이 그것에 대한 신성한 축복을 기도했다는 사실에서 볼 수 있다. 메소포타미아 사람들은 어른들 사이의 동성애 행위에서 아무런 잘못이 없다고 본 것은 분명해 보인다.

### 고대 중국

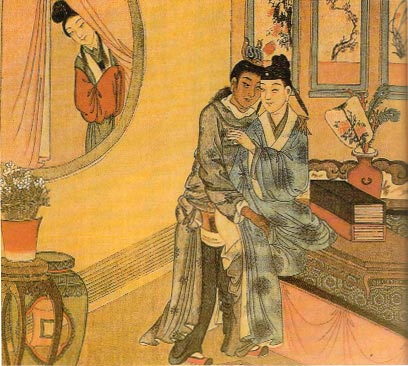
한 쌍의 남성 연인을 염탐하는 여자. 중국, 청나라.

동성애는 고대부터 중국에서 인정되어 왔다. 학자 판광단 (潘光旦)은 한 왕조의 거의 모든 황제가 한 명 이상의 남성 성 파트너를 가졌다는 결론에 도달했다. 잘린 복숭아와 다양한 완곡어들의 정열로 알려진 중국의 동성애는 기원전 600년경부터 기록되어 왔다. 동성애는 중국 문학의 많은 유명한 작품에서 언급되었다.
고전 소설 '홍루몽 '에 묘사된 동성애 애정과 성적 상호 작용의 사례는 같은 기간 동안 이성애자 간의 로맨스에 대한 동등한 이야기처럼 현재 관찰자들에게 친숙한 것처럼 보인다. 유교는 주로 사회적, 정치적 철학으로서 동성애이든 이성애이든 섹슈얼리티에 거의 초점을 맞추지 않았다. 일부 역사 책에는 레즈비언에 대한 설명도 있다. 동성애는 송, 명, 청 왕조에서 인기가 있었다고 믿어진다.

### 고대 인도
힌두교와 베다의 문헌을 통틀어 성자, 데미고드, 심지어 성 규범을 초월하고 성과 성의 여러 조합을 나타내는 최고 신에 대한 많은 설명이 있다. 고고대 인도의 서사시에서는 신과 여신에 의한 동성의 묘사 및 결합에 관한 몇 가지 사례가 있다. 특히 왕과 왕비들 사이에서 동성간의 사랑을 묘사한 몇 가지 이야기가 있다. 카마수트라, 고대 인도의 연애담은 동성간의 감정에 대해 이야기한다. 카주라호와 같은 사원에서는 동성간의 성행위에 대한 몇 가지 묘사가 있다. 남아시아에서 히즈라는 여성적인 역할을 하는 트랜스젠더 그룹인 제3의 성별을 가진 카스트이다. Hijra는 남자 또는 여자로 태어났을 수도 있고, 일부는 여자로 태어났을 수도 있다.

### 고대 이스라엘
고대 모세의 율법(토라)은 Leviticus 18장에서 남자들과 거짓말을하는 것을 금지하고 (즉, 성관계를 갖는 것을) 금지 하고 있으며, 창세기 19장에서 동성애 강간을 시도한 이야기를 소돔과 고모라의 이야기에서 제공한다. 곧 "주님의 유황과 불"로 파괴되었고 사형이 선고되었다. 롯의 아내는 롯의 아내가 도시들이 파괴되는 것을 보려고 돌아섰기 때문에, 소금기둥으로 조정되었다. 신명기 22 : 5에서, 여장 옷은 "혐오"로 비난받는다.

### 고대 일본
일본에는 동성애 행위에 대한 언급이 담긴 헤이안 일기가 여러 개 있다. 이들 중 일부는 또한 동성애 관계에 관여하는 황제와 황제가 "성적 목적을 위해 보유한 잘생긴 소년"에 대한 언급을 포함한다. 다른 문학 작품에서 Leupp는 "성 정체성의 문제"라는 것에 대한 참조를 찾을 수 있다. 젊은이가 실제로 여장을 하고 있는 한 소녀와 사랑에 빠지는 이야기 등이 그것이다. 일본 shunga는 동성연애와 이성애를 포함하는 에로틱한 그림이다.

### 고대 페르시아

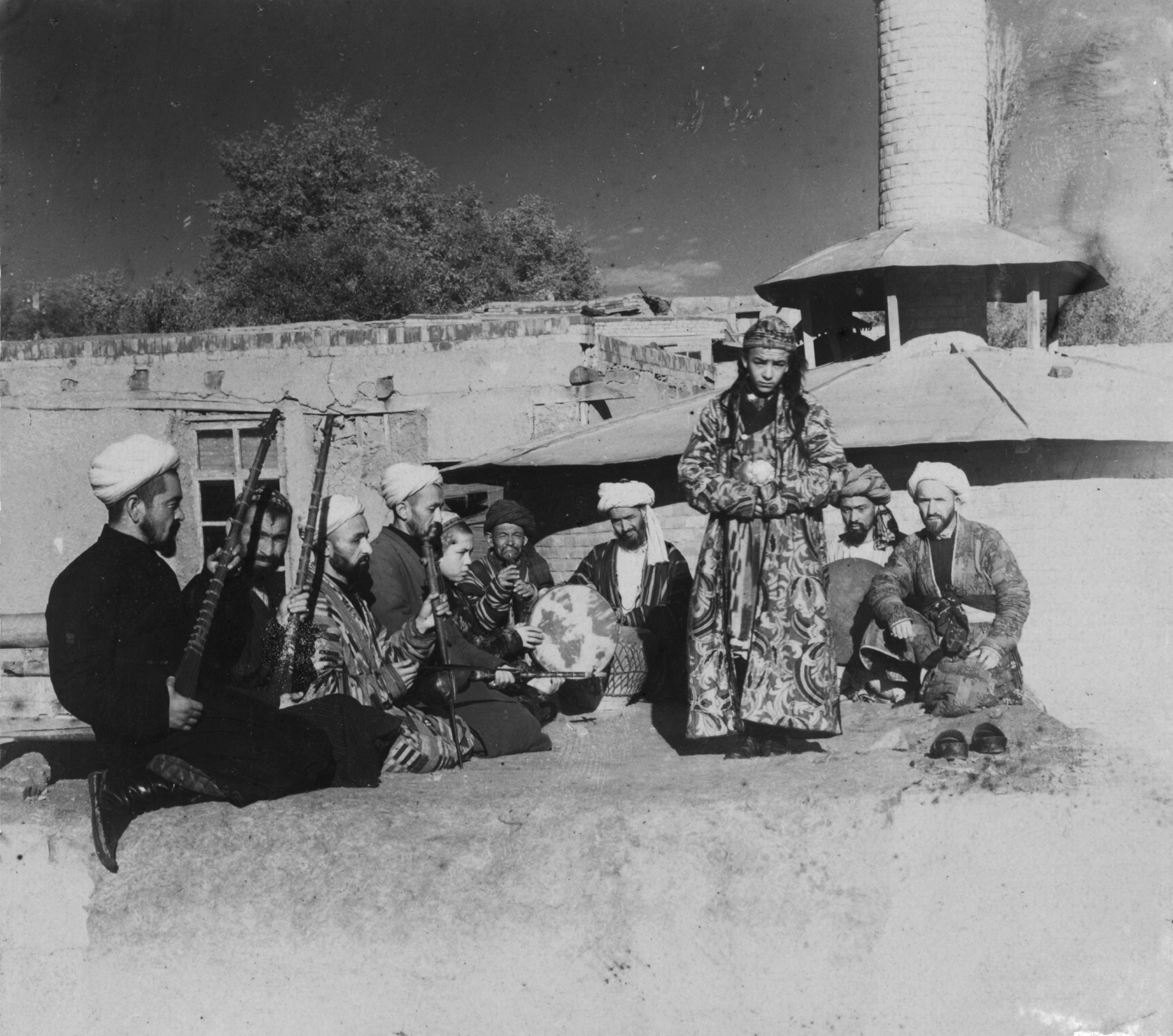
바차의 춤 (춤추는 소년)
Samarkand, (c. 1905–1915), 사진 Sergei Sergei Mikhailovich Prokudin-Gorskii. Library of Congress, 워싱턴 DC.

근대 이전의 이슬람에서는 "수염없는 청년들이 단지 소수의 일탈자들만이 아니라 성인 남성 전체에 대한 유혹을 가졌다는 광범위한 확신"이 널리 퍼져 있었다.

### 유럽의 고전적 고대

#### 고대 켈트족
아리스토텔레스에 따르면, 대부분의 호전적인 국가들은 그들의 여성들로부터 강한 영향을 받았음에도 불구하고, 켈트족들은 그들의 남성들이 공개적으로 남성 애인을 선호했기 때문에 그들 사이에서 이례적이었다( Politics II 1269b). Celts와 Classical World의 HD Rankin은 "Athenaeus가 의견 (603a)을 반영하고 Ammianus (30.9)도 마찬가지이다. 고대에 대한 일반적인 견해인 것으로 추측된다. " 그의 Deipnosophists 의 책 XIII에서 로마 그리스의 수사학자이자 문법학자인 Athenaeus는 기원전 1세기에 Diodorus Siculus가 한 주장을 반복하면서 (Bibliotheca Historicala 5:32) 켈트족 여성은 아름답지만 남자들은 함께 자는 것을 더 좋아한다고 썼다. Diodorus는 더 나아가 "젊은이들은 낯선 사람들에게 자신을 바칠 것이고 거절하면 모욕을 당한다"고 말했다. Rankin은 이러한 주장의 궁극적인 출처가 Poseidonius일 가능성이 높으며 이 저자들이 남성 "결합 의식"을 기록하고 있을 것이라고 추측한다.

#### 고대 그리스

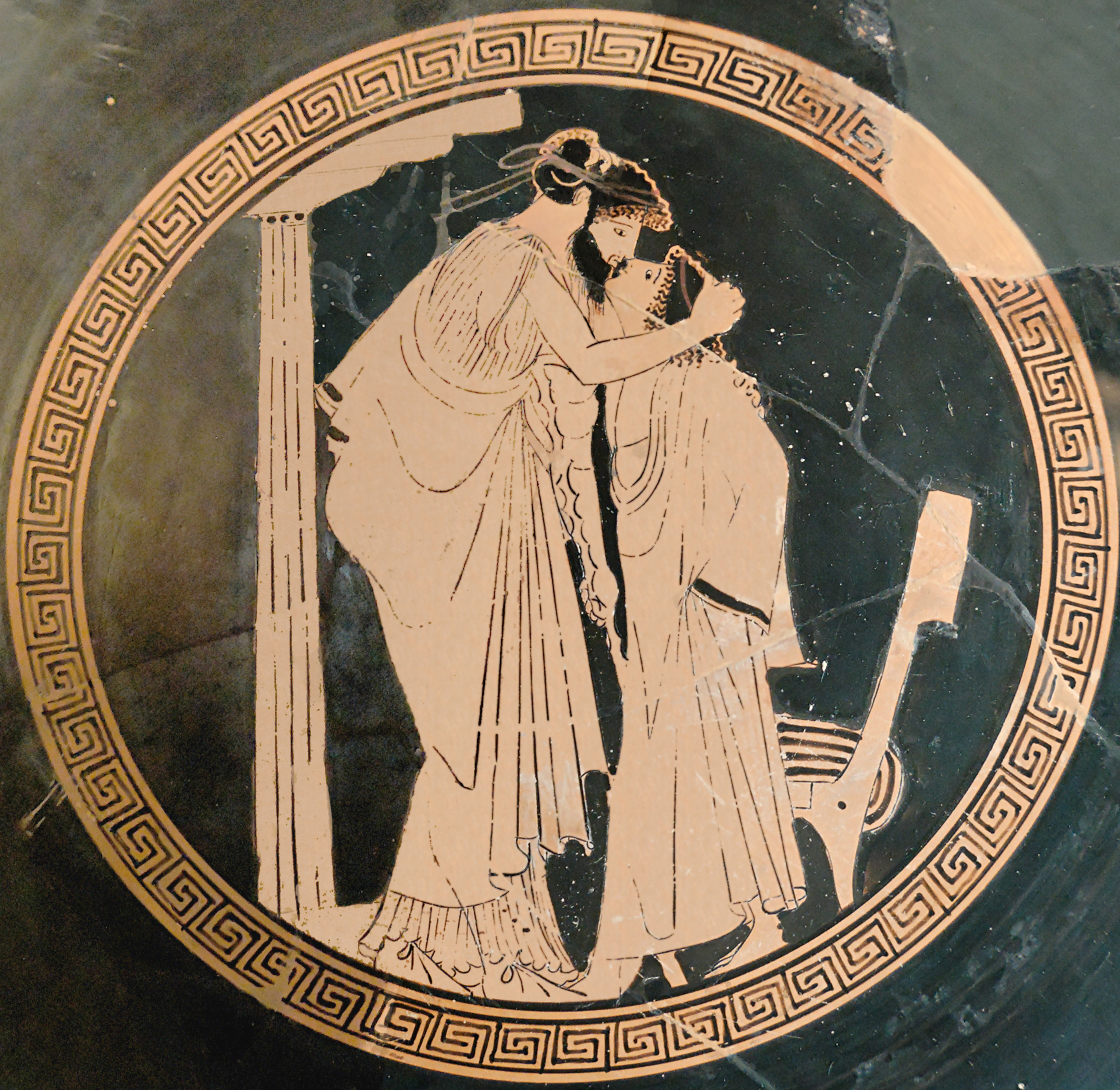
키스하는 남성 커플 (및) (다락방 붉은 모양의 컵, c. 480 BCE)

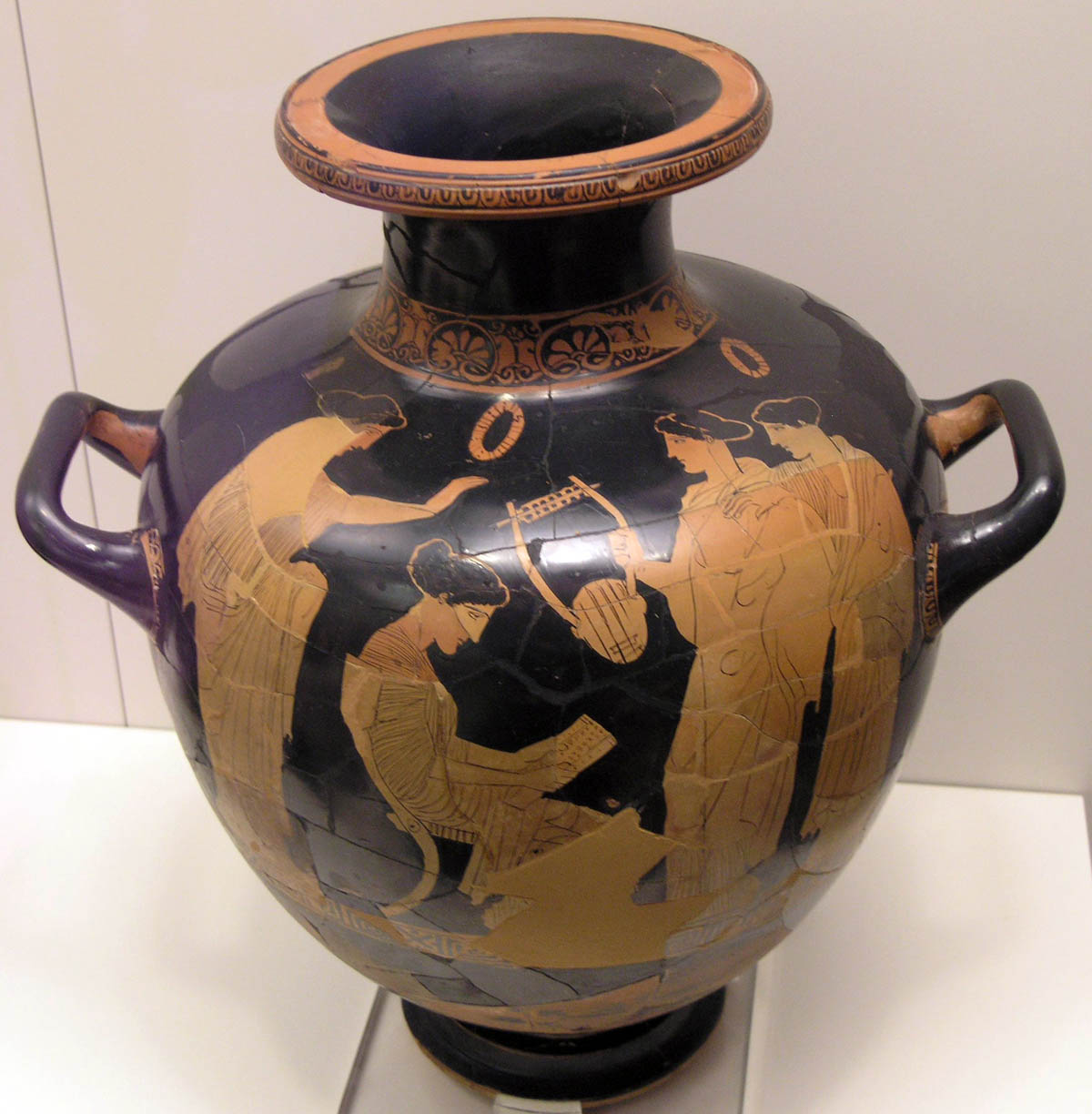
C의 다락방 꽃병에 그녀의 동료들에게 책을 읽는 사포. 기원전 435년.

동성 관계에 관한 최초의 문서는 고대 그리스에서 나왔다.  그러한 관계는 남자와 여자의 결혼을 대체하지 않고 그 전후에 일어났다. 남성은 또한 고대 그리스에서 온 동성 유학 관계에 관한 최초의 문서에서 볼 수 있듯이 청소년 소년을 파트너로 찾을 수 있다. 종종 그들은 여성보다 선호되었다. 노예 소년을 살 수 있었지만 자유 소년은 구애를 받아야했고 고대 자료에 따르면 아버지도 그 관계에 동의해야했다.
동성 관계는 시간이 지남에 따라 한 도시에서 다른 도시로 다양하게 구성된 사회 제도였다. 자유로운 성인 남성과 자유로운 청소년 사이의 에로틱하지만 종종 절제된 관계인 공식적인 관행은 교육적이점과 인구 통제 수단으로 평가되었지만 때로는 장애를 유발하는 비난을 받았다.
플라톤은 초기 저술에서 그 이점을 칭찬했지만 [예 : 심포지엄의 Phaedrus (기원전 385-370)], 그의 후기 작품에서는 금지를 제안했다 [예 : 법률 (636D & 835E)] ). 심포지엄 (182B-D)에서 플라톤은 동성애를 민주주의와 그 억압을 전제주의와 동일시하고, 동성애는 "철학 및 운동 경기와 마찬가지로 야만인의 독재 정부 때문에 부끄러운 일이다. 그러한 통치자들의 최선의 이익은 그들의 주제, 또는 강력한 우정이나 신체적 결합에 큰 아이디어를 낳는 것이다.이 모든 것들은 사랑이 특히 생산하기 쉽다. " 정치에서 아리스토텔레스는 동성애 폐지에 대한 플라톤의 생각을 일축했다. 그는 켈트족과 같은 야만인들이 특별한 영예를 안겨줬고 크레타인 들은 그것을 사용하여 인구를 규제했다고 설명한다.

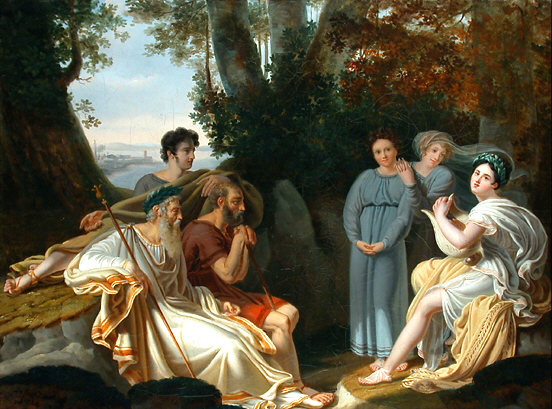
1824년 라폰드 "Sappho sings for Homer"의 그림에는 여성들이 Sappho를 둘러싸고 있는 모습이 그려져 있다.

이상은 두 파트너가 에로스가 상징하는 사랑에 의해 영감을 받을 것이라고 주장했고, 이 두 파트너는 그의 헌신적인 제자와 조수가 된 그의 에로메노에게 교육, 지도, 적절한 선물을 사심 없이 제공하는 반면, 성행위는 이론적으로 침투 행위에 미치지 못했고 주로 프롯타주나 상호간 성행위로 구성될 것으로 추정된다.  비록 이것이 이상적이고 현실적으로 말하자면, 많은 관계에서 펠라티오와 항문 성교가 일어났을 가능성이 있다. 기대되는 결과는 에라스트와 에로메노의 상호 개선이었고, 각각은 다른 것에 걸맞게 뛰어나기 위해 최선을 다했다. 동성애에 대해 개방적이라면 그들은 추방되거나 어떤 경우에는 자신의 민족 집단 번식이 의무로 간주되었기 때문에 처형되었다.
미셀 푸코와 할페린이 뒤를 이은 케네스 도버는 eromenos가 욕망을 느끼는 것이 부적절하다고 생각하는데, 이는 남성적이지 않을 것이기 때문이다. 하지만, 도버의 주장은 초기 연구자들이 인정하기를 좋아했던 것보다 더 감정적인 연관성을 암시하는 사랑 시의 증거에 비추어 의문이 제기되었다.
레스보스 섬에서 태어난 사포는 이후 그리스인들에 의해 9명의 서정시인들의 정식 목록에 포함되었다. 그녀의 이름과 출생지에서 유래한 형용사는 19세기부터 여성 동성애에 적용되었다. 삿포의 시는 다양한 인물과 남녀 모두에 대한 열정과 사랑을 중심으로 한다. 그녀의 많은 시들의 해설자들은 다양한 여성들에 대한 열정과 사랑에 대해 이야기하지만, 여성들 사이의 육체적 행동에 대한 서술은 거의 없고 논쟁의 대상이 된다.

#### 고대 로마

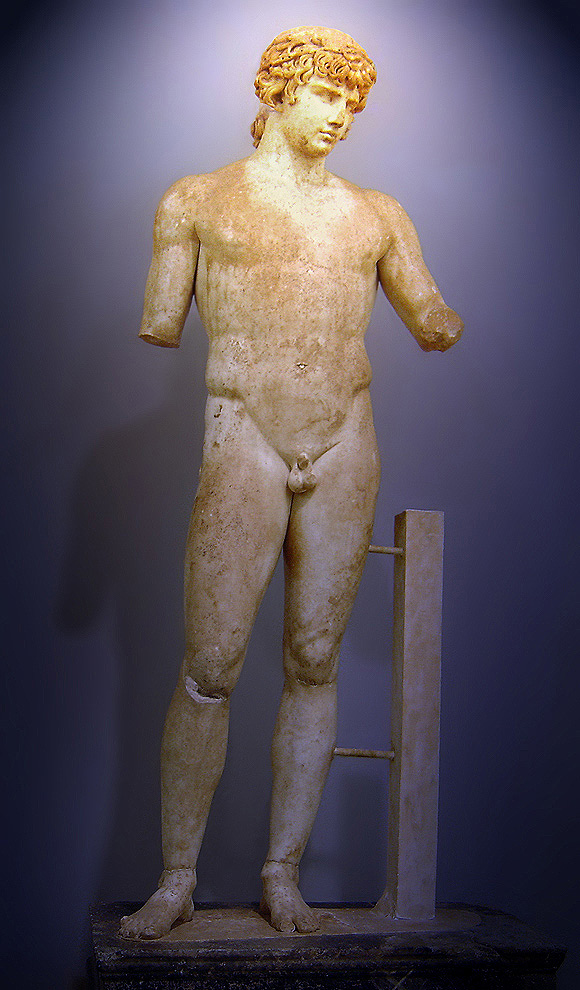
Antinous 의 동상(델파이),다색 파리 안 대리석 묘사 안틴의 통치 기간 동안 만든 하드리아누스 (R.117-138CE), 그의 애인

고대 그리스와 프리기아, 그리고 나중에 로마 공화국에서 여신 Cybele은 스스로를 거세한 사람들에 의해 숭배되었고 그 후 여성 복장을 입고 스스로를 여성이라고 불렀다. 이 초기 트랜스젠더 인물은 또한 여러 저자에 의해 초기 역할 모델로 언급되었다.
고대 로마에서 젊은 남성 신체는 남성의 성적 관심의 초점이 되었지만, 나이든 자유인과 노예 사이 또는 성에 대한 수용적인 역할을 맡은 자유 청년들 사이의 관계였다. 레노필드의 황제 하드리아누스는 안티누스와의 관계로 유명하다.

## 같이 보기
- 슈불레스 박물관
- 욕야카르타 원칙